# Phylloteles ballucapitatus
Phylloteles ballucapitatus är en tvåvingeart som beskrevs av Thomas Pape 1989. Phylloteles ballucapitatus ingår i släktet Phylloteles och familjen köttflugor.
Artens utbredningsområde är Sri Lanka. Inga underarter finns listade i Catalogue of Life.